# Phiale

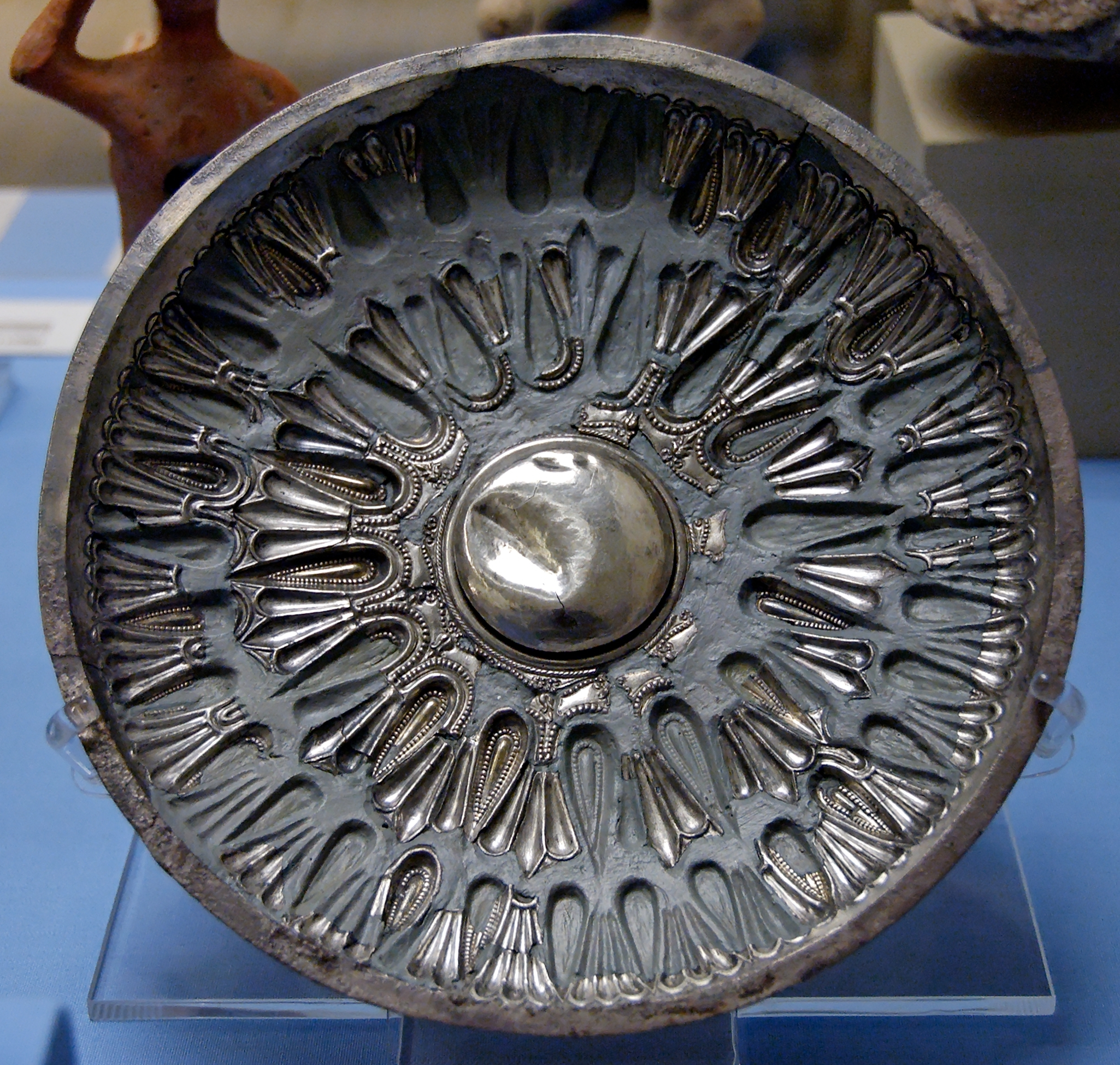
Phiale metallica

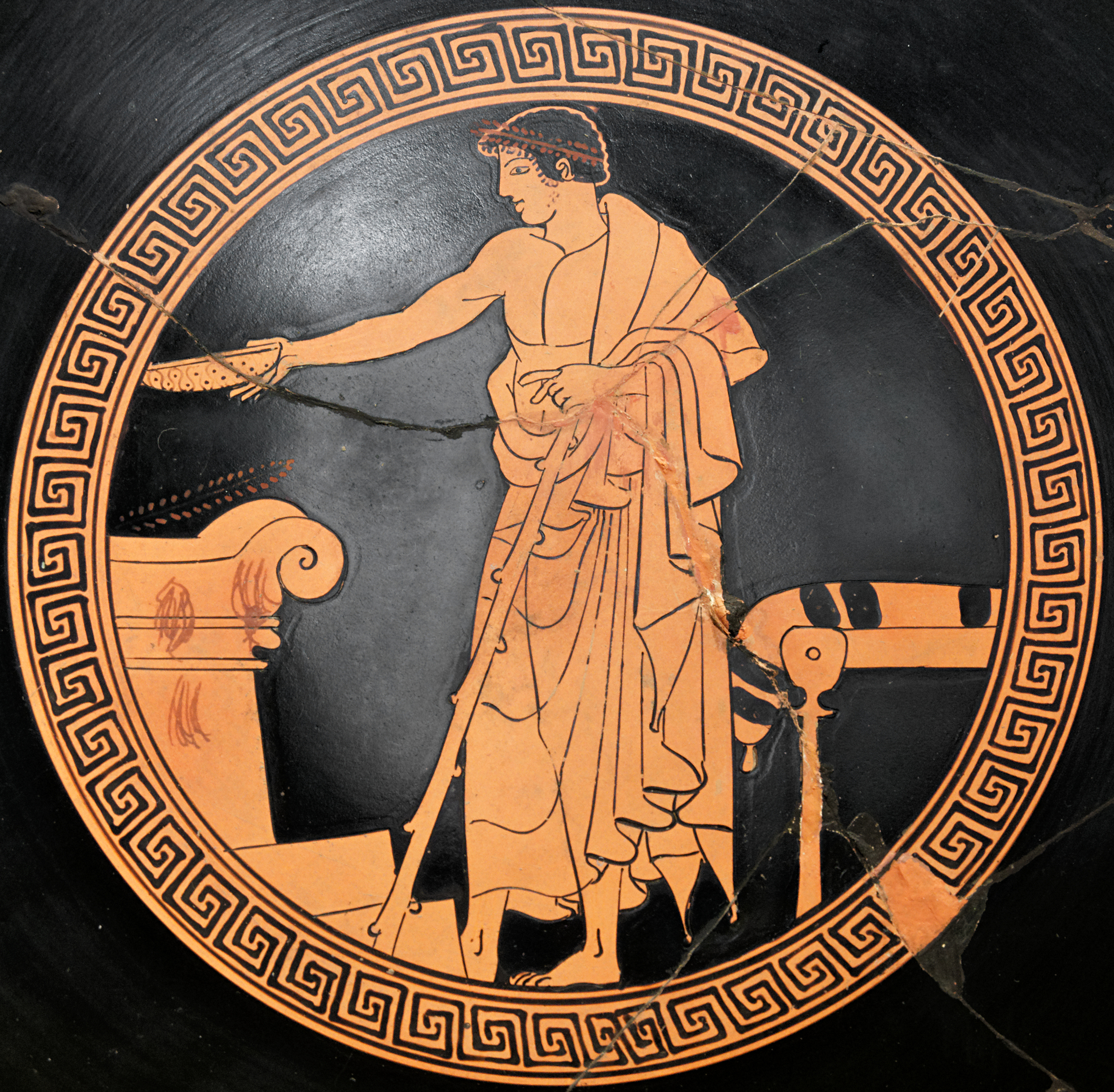
Raffigurazione di un giovane con in mano una phiale

La phiale (φιάλη, plurale φιάλαι, phiàlai) è un antico vaso rituale greco, in ceramica o in metallo.

## Descrizione
Ha la forma di un recipiente circolare, con bordi bassi, senza piede o maniglie (a differenza della kylix). Si trova inizialmente a Corinto e a Chio, all'inizio del VI secolo a.C. Gli esemplari metallici sono più diffusi, forse modellati a partire da lavori toreutici orientali.
Alcune phialai, dette mesonfaliche, presentano una depressione al centro della parete esterna dell'invaso, la quale si presenta all'interno come un elemento, più o meno elaborato, a rilievo.

## Uso
Le phialai venivano usate per il rituale della libagione, cioè lo spargimento di vino, olio, latte o altra sostanza gradita offerta alla divinità.
L'uso della phiale durante la cerimonia è testimoniato da numerose rappresentazioni vascolari; l'omphalos aveva una funzione nella manipolazione della phiale la quale veniva tenuta con una sola mano inserendo il dito medio nella depressione esterna e tenendo il pollice sul bordo.
Tipologie di phialai (o patere a medaglione), sono presenti anche nella produzione ceramica calena.
Phialai si trovano anche in scultura riprodotte nei rilievi come elementi decorativi, per esempio al centro di festoni come nell'Ara Pacis.